# Daniela Grande
Daniela Grande (Napoli, 21 agosto 1966) è un'ex cestista italiana.
Centro, ha giocato in Serie A1 con Priolo Gargallo, Avellino e Alcamo.